# 羅尚
羅 尚（ら しょう、?－310年）は、西晋の人物。字は敬之。襄陽郡の人。武陵郡太守羅憲の兄の牂牁郡太守羅式の子。

## 生涯

### 若き日
幼い頃に父を亡くしたので、叔父の羅憲に養育された。
咸寧2年（276年）、荊州刺史王戎により、劉喬と共に参軍に任じられた。王戎が豫州刺史に転任すると、羅尚もこれに従った。
咸寧5年（279年）、西晋が呉征伐の戦を起こすと、王戎は羅尚と劉喬を前鋒として武昌へ進軍し、呉将の楊雍・孫述・江夏郡太守劉朗を降伏させて勝利に貢献した。
太康元年（280年）、羅尚は梁州刺史に任じられた。

### 益州へ赴任
永康元年（300年）11月、益州刺史趙廞が益州で反乱を起こし、太平王朝を建立した。羅尚はこの報を聞くと上表して「趙廞には雄才が無いので、必ずや乱は失敗するでしょう。我等はただその報告を待てばよいでしょう」と進言した。
果たしてその通り反乱が失敗すると、朝廷は羅尚を評価して平西将軍・益州刺史・西戎校尉に任じ、趙廞の後任とした。こうして羅尚は牙門将王敦（東晋の王敦とは別人）・上庸都尉義歆・蜀郡太守徐倹・広漢郡太守辛冉を初め七千人余りを伴い、蜀の地へ出発した。
当時、益州には略陽・天水を初め雍州6郡の民が避難してきており、趙廞の乱を鎮圧したのは流民の首領である李特であった。李特は羅尚の到来を聞き、自らの処遇がどうなるのか非常に不安になり、弟の李驤を派遣して羅尚を出迎えさせ、珍品宝物を貢いだ。羅尚はこの出迎えを大いに喜び、李驤を騎督に任じた。また、李特は弟の李流と共に牛肉や酒を携えて綿竹まで出向き、羅尚を慰労した。この時、王敦・辛冉は共に羅尚へ「李特らは流民であり、盗賊を業としておりました。急ぎ除かなくてはなりません。何か理由を見つけて処刑するべきです」と訴えたが、羅尚はこの進言を容れなかった。
永康2年（301年）3月、羅尚は成都へ入城した。この時、汶山の羌族が反乱を起こしたので、羅尚は王敦を派遣して討伐を命じたが、王敦は返り討ちに遭って戦死した。
その後、朝廷は益州にいる流民達を秦州・雍州へ連れ戻す様に通達を出したが、李特は配下の閻式を羅尚の下へ幾度も派遣し、帰郷を秋まで延期するよう請うた。羅尚は彼らから賄賂を受け取った事もあり、申し出を受け入れて延期を許可した。
辛冉は流民を殺してその資財を奪おうと目論んでおり、侍御史李苾と共に羅尚へ「流民共は趙廞の乱に乗じて略奪を行いました。関所を設けてこれを取り返すべきです」と偽りの進言をした。羅尚はこれを信用し、梓潼郡太守張演に手紙を送り、秦州や雍州に帰る途中の要所に関所を設け、流民の財産を調べさせるよう命じた。
しばらく経ち、羅尚は従事を李特の下へ派遣し、流民達へ7月までに故郷へ帰るように勧告した。李特は再び閻式を派遣し、秋の収穫が終わるまで退去の期限を延長してもらうよう固く要請した。辛冉・李苾がこれに反対し、逆に別駕杜弢は流民の帰郷を1年待つよう進言したが、結局は羅尚は辛冉らの意見に賛同した。杜弢はかつて羅尚により秀才に推挙された人物であったが、その時の推薦書を返上すると、辞職して家に帰ってしまった。
その後、李特はまたも閻式を羅尚の下に派遣し、期日を延ばすよう頼んだ。羅尚は閻式へ「我は少し寛大な処置を執ることも考えている。汝は戻り、このことを流民たちに告げて落ち着かせるように」と告げたが、閻式は「明公（羅尚）は妄説に惑わされており、おそらく寛大な処置というのは難しいでしょう。流民達は確かに弱い存在ですが、決して軽視すべきではありません。いま彼らにきちんとした道理もなく催促すれば、民衆の怒りは抑えがたく、少しの禍では済まなくなります」と忠告した。これに羅尚は「我もそのことは良くわかっているつもりだ。少なくとも君達を騙すような真似はしない。分かったらもう出発しなさい」と言った。だがこの時既に、辛冉は独断で要所に囲いを設けて流民を捕らえる準備をしていたので、閻式は羅尚の言葉を鵜呑みにせず、李特へ変事に備えるよう進言し、李特もこれに同意した。

### 流民決起
同年（永寧元年）10月、辛冉と李苾は共に「羅侯（羅尚）は貪欲で決断力がない。今のままでは、ただ流民どもに姦計を成す時間を与えているだけだ。李特兄弟は武勇に優れており、我らは奴等の捕虜となるやもしれぬ。今すぐ策を実行に移すべきであり、羅尚は相談するに値しない」と話し合い、遂に羅尚に相談せずに、密かに広漢都尉曽元・牙門張顕・劉並らに歩兵・騎兵3万を与えて李特の陣営を奇襲させた。羅尚はこれを聞くと、止むを得ず督護田佐を派遣し、曽元らを援護させた。だが、李特はこれを読んでおり、既に伏兵を配置していたので、辛冉軍は大敗を喫して田佐・曽元・張顕が戦死した。李特は彼らの首を羅尚・辛冉の下へ届った。羅尚は諸将へ「奴らはいずれ去るはずだったのだ。だが、広漢（太守の辛冉）の奴が独断で動き、敵の気勢を高めてしまった。こうなってしまった今、どうやって収拾をつけるというのだ！」と嘆いた。
李特配下の驃騎将軍李輔・驍騎将軍李驤が広漢を守る辛冉を幾度も破ると、羅尚は李苾と費遠を派遣して辛冉を救援させたが、彼らは李特を恐れて進軍しなかった。辛冉は連敗を続けて江陽へ逃走した。李特は広漢に入城して拠点とした。李特はさらに兵を進めて成都へ向かい、羅尚を攻撃した。羅尚は閻式へ手紙を送り李特らを説得するよう求めたが、閻式は返書を送り「辛冉は狡猾であり、曽元は小人であり、李叔平（李苾の字）は将の器にありません。私はかつて卿の為を思い、流民達への処遇を進言しました。人というのは郷里を想うものであり、故郷へ戻りたくない者などおりません。ただ、流民達は食糧を求めて避難したばかりであり、冬まで待って欲しいと頼みましたが、聞き入れませんでした。私の意見を聞いていれば九月には流民が集合し、十月には帰路に就いたはずですが、今となっては何をやっても手遅れです」と述べた。羅尚は城郭にひきこもって固く守り、梁州・寧州に救援を求めた。羅尚は李特に連戦連敗を喫し、都安から郫水まで水路に沿って七百里に渡る陣を築き李特と対峙した。また、梁州と南夷校尉に援軍を求めた。
永寧2年（302年）、河間王司馬顒は李特討伐の為に督護衛博を梓潼へ進軍させたが、李蕩・李雄に敗れて城を捨てて逃走した。南夷校尉李毅は兵5千を派遣して羅尚を救援させると、羅尚は督護張亀に繁城を攻撃させたが、李特に撃破された。李蕩が巴西郡に到来すると、巴西郡丞毛植・五官襄珍は巴西郡ごと李蕩に降伏した。
8月、朝廷が派遣した広漢郡太守張徴が李特に敗れて討ち死にした。李特配下の寋碩は巴郡の墊江まで軍を進めてこの地を占領した。
李特は李驤を毗橋に派遣すると、羅尚は迎撃に出たが敗れた。羅尚は再度数千人を派遣したが李驤に再び敗れ、武器は奪われて陣門が焼かれた。羅尚は配下の張興を派遣し、李驤に偽装投降して軍中の様子を観察させた。李驤の軍が2千人に満たないのを知ると、張興は宵闇に乗じて陣営から逃げ、このことを羅尚へ報告した。これを受け、羅尚は精鋭1万人余りを李驤攻撃の為に派遣し、張興に案内をさせた。彼らは口に銜枚を含むと、李驤の陣営を夜襲した。羅尚は大勝して李攀を討ち取り、李驤を敗走させた。だが、李驤は李流軍と合流すると、進んできた羅尚軍を迎撃して大いに破った。羅尚の兵で敗れて帰還できた者は10人のうち1、2人に過ぎなかった。司馬顒が派遣した梁州刺史許雄も軍を派遣して李特を攻撃したが、李特はこれを破った。
太安2年（303年）1月、李特は進撃して羅尚の水上軍を破ると、蜀郡太守徐倹は成都少城を挙げて降伏した。羅尚は成都太城に籠城して守りを固めた。李流が進んで江西に屯すると、羅尚は大いに恐れて使者を派遣して講和を求めた。朝廷は荊州刺史宗岱・建平郡太守孫阜に水軍3万を与えて羅尚を救援させると、李特は李蕩と蜀郡太守李璜を派遣して徳陽郡太守任臧を救援させた。
蜀の人々は大いに李特を恐れて集落を築いて降伏していたが、宗岱と孫阜の軍が士気が高く勢いがあった事から、各集落は二心を抱いていた。益州兵曹従事任叡は羅尚へ「李特は悪逆であり、民衆に対して暴虐な振る舞いをしております。また、兵を分散させて各々の集落へ配備しており、自らへの備えをなしておりません。天が彼を滅ぼそうとしているのです。各地の集落に告げ、日を選んで内外から攻撃すれば必ず破ることが出来るでしょう」と進言した。羅尚は夜の間に任叡を集落へ派遣し、2月10日に同時に李特を攻撃するよう命令を下した。更に、任叡は偽って李特に投降した。李特が成都太城内の様子を聞くと、任叡は「食糧はすでに尽きかけており、財物と布絹があるのみです」と答えて李特を油断させた。さらに家へ戻ることを求めると、李特はこれを許した。任叡は陣営を出ると成都太城に帰り、李特の状況を羅尚に報告した。
2月、羅尚は大軍を派遣して李特の陣営へ総攻撃を掛け、2日に渡って争った。これに各集落が一斉に呼応した為、兵が少なかった李特は大敗を喫し、敗残兵を纏め上げると新繁に退いた。羅尚の軍が撤退すると、李特は転進して追撃し、三十里余りに渡って転戦した。だが、羅尚が再び大軍を率いて迎撃すると、李特の軍は大いに打ち破られ、李特は戦死した。羅尚は李特の屍を焼き払い、首を洛陽へ送った。弟の李流が後を引き継いだ。宗岱・孫阜は徳陽を攻略し、李特配下の寋碩を捕えた。

### 成都失陥
3月、羅尚は督護の常深を毗橋へ派遣し、さらに牙門左氾・黄訇・何沖を派遣して、三道から北営を攻撃した。さらに涪陵の民である薬紳がこれに呼応し、李流を攻撃した。李流は薬紳を打ち破ると、そのまま常深の陣を攻めてこれに勝ち、常深の士卒は四散した。何沖らが北営を攻撃すると、営内にいた氐族の苻成と隗伯が呼応したが、李流らが引き返してきた為、何沖らは大敗を喫した。苻成と隗伯は部衆を率いて羅尚の下に奔った。李流が軍を進めて成都に迫ると、羅尚は閉門して守りを固めた。
5月、李流は降伏を決断し、子の李世と李含の子の李胡を孫阜の軍に人質として派遣したが、李特の子である李雄は独断で孫阜軍を攻撃してこれに大勝した。宗岱も墊江で死去した為、荊州軍は撤退した。
6月、李雄は羅尚の軍を攻撃した。羅尚は成都太城に籠った為、李雄は江を渡って汶山郡太守の陳図を攻撃して彼を殺害すると、遂に郫城に入った。
7月、羅尚の参軍徐轝は青城山に拠点を築いていた范長生を汶山郡太守に任じ、彼と呼応して李流を討つことを望んだ。だが、羅尚はこれを許さなかった。徐轝はこれを怨み、江西へ使者を遣わして李流に降った。李流は徐轝を安西将軍に任じた。徐轝は范長生らを説き伏せ、李流に軍糧を供給させた。
李雄配下の朴泰が羅尚に偽装投降を行い「郫城を攻撃すれば内から応じます」と伝えた。羅尚はこれを信じ、隗伯に命じて郫城を攻撃させた。隗伯は城壁に近づいた所で李驤の襲撃を受けて大敗した。隗伯が逃走すると、李驤は追撃して成都少城まで至ち、万歳を唱えて「郫城を攻略したぞ！」と城内に向かって叫んだ。少城の兵士たちは味方が帰還したと思い、李驤軍を城内に迎え入れた。羅尚は異変に気づいて成都太城に撤退した。
李驤は犍為に進んで羅尚の輸送路を断ち、さらに犍為郡太守襲恢を捕縛して処刑した。
12月、李雄は羅尚の守る成都太城を急襲した。輸送路が断たれていたので羅尚軍は食糧が欠乏しており、羅尚は牙門張羅特を成都太城に残して夜闇に乗じて逃走した。張羅特は城門を開いて李雄に投降したので、李雄は完全に成都を制圧した。羅尚は巴郡に移った。
永安元年（304年）11月、羅尚は兵を派遣して蜀の中部へ侵攻すると、李驤の妻の昝氏と子の李寿を捕らえた。

### 最期
永嘉2年（308年）、朝廷は羅尚が李特を討ち取った功績を労い、散騎常侍・都督梁益二州諸軍事に任じ、夷陵侯に封じた。
永嘉3年（309年）、成漢の将軍羅羨と張金苟が乱を起こし、梓潼ごと羅尚に帰順した。羅尚は配下の向奮を安漢の宜福に送り込み、李雄を圧迫した。11月、李雄は李驤・李雲・李璜に梓潼を攻撃させたが、羅尚はこれを撃破して李雲と李璜を討ち取った。永嘉4年（310年）、成漢の将軍文碩が乱を起こし、巴西ごと羅尚に帰順した。
李雄配下の張宝はわざと殺人の罪を犯して梓潼に逃亡すると、西晋の将軍訇琦らは張宝を信じて腹心とした。その後、羅尚が梓潼に使者を送った時、訇琦らは城を出て使者を迎えた。その隙に張宝は城門を閉じて梓潼を奪い取り、訇琦らは巴西に逃走した。
その後、同年の内に羅尚は亡くなった。彼の死により巴郡は混乱に陥ったという。

## 人物・評価
文才に長けていたという。貪欲な性格であり、決断力に乏しかったと記載されている。
蜀の人々は彼を評して「尚が愛すのは邪か佞の者であり、尚の憎むのは忠か正の者である。魯・衛の如く富を築き、家は市場をなすほどだ。まるで豺狼のように貪欲であり、それが尽きることはない」と言った。また「蜀の賊はまだ良いが、羅尚は我々を殺すだろう。平西将軍というそうだが、かえって禍をもたらしている」とも言われた。
羅尚が尚書右丞であったころ、左丞が職務上のことで武帝（司馬炎）の機嫌を損ね、厳罰に処された。事件が羅尚まで及び、羅尚は百叩きの刑を受けるはめになったが、彼は言い逃れをせず立派であると評された。